# Bacopa divaricata
Bacopa divaricata là một loài thực vật có hoa trong họ Mã đề. Loài này được (J.A.Schmidt) Loefgr. & Edwall mô tả khoa học đầu tiên năm 1897.